# Marcellus Augustus Stovall
Marcellus Augustus Stovall (18 septembre 1818 – 4 août 1895) est un soldat américain et un marchand. Il sert en tant que général confédéré au cours de la guerre de Sécession, et plus tard, il reprend ses affaires et intérêts civils.

## Avant la guerre
Marcellus A. Stovall naît en 1818 à l'intérieur de la ville de Sparta située dans le comté de Hancock, en Géorgie. Il est le fils de Pleasant Stovall, un marchand prospère d'Augusta. Ses deux grands père étaient des officiers de la guerre d'indépendance ; Stovall reçoit sa formation initiale à la Wesleyan Academy à Wilbraham, dans le Massachusetts, puis il rentre chez lui et s'enrôle comme soldat dans les volontaires de l'État de Géorgie en 1835. Il s'enrôle dans les Richmond Blues (milice d'infanterie montée) pendant les guerres Séminoles. Il est alors le plus jeune soldat de l'unité et ne manque aucun jour de service avant de quitter le service en 1837,. 
Stovall entre à l'académie militaire de West Point le 1er juillet 1836, mais démissionne un an plus tard, en 1837 en raison de mauvaise santé. Le 3 avril 1837, il est traduit en cour martiale pour conduite inappropriée pour un cadet, et est acquitté. 
En 1839, il effectue une tournée en Europe, puis il devient marchand et sert dans la milice de l'État de Géorgie en tant que capitaine de l'artillerie, servant avec les Clinch Rifles. Stovall épouse Sarah G. McKinne le 28 juillet 1842, et il déménage dans un domaine, près de Rome, situé dans le comté de Floyd en 1846, où il est de nouveau commerçant et capitaine de milice, servant avec l'artillerie volontaire Cherokee.

## Guerre de Sécession
Au début de la guerre de Sécession, en 1861, Stovall choisit de suivre son État d'origine et la cause confédérée. Il est nommé colonel du 2nd Artillery Regiment des forces de Géorgie en août, et entre dans l'armée confédérée en tant que lieutenant colonel au 3rd Georgia Battalion qui est affecté à la capitale de la Confédération, Richmond, en Virginie. Stovall sert ensuite à Lynchburg, Goldsboro, en Caroline du Nord et dans l'est du Tennessee. Son premier combat a lieu en 1862 à Waldren's Ridge, puis accompagne le major général Edmund Kirby Smith dans le Kentucky et le département du trans-Mississippi.
À la suite de la campagne du Kentucky de juin à octobre 1862, Stovall reçoit l'ordre de rejoindre l'armée du Tennessee du général Braxton Bragg. Lors de l'été 1862, il participe à une action de combat à Waldron's Ridge. Il combat lors de la bataille de Stones River du 31 décembre au 2 janvier 1863. Il est promu brigadier général le 20 janvier 1863,. Sa brigade est affectée à la division du major général John C. Breckinridge du IIe corps de D. H. Hill entre le 6 juin et le 12 novembre. Sa brigade participe au siège de Jackson dans le Mississippi , le 14 mai.
Le commandement de Stovall combat sur le théâtre occidental à la bataille de Chickamauga en septembre 1863, et lors de la campagne d'Atlanta tout au long de 1864. Il est « chaleureusement félicité » par Breckinridge pour sa performance lors de la bataille de Chickamauga. Après la chute d'Atlanta, le 2 septembre 1864, Stovall et sa brigade (qui fait maintenant partie de la division de Clayton) combattent lors de la campagne de Franklin-Nashville à l'automne, puis la campagne des Carolines en 1865, avec ce qui reste de l'armée du Tennessee. Le 16 décembre 1864, lors du deuxième jour de la bataille de Nashville, la brigade de Stovall est prise en enfilade par l'artillerie de l'Union et est sous ses tir pendant toute la journée. Néanmoins, sa brigade et celle de Holtzclaw infligent un tiers des pertes de l'Union de la journée en une demi-heure.
Stovall se rend avec son commandement avec l'armée du général Joseph E. Johnston en Caroline du Nord, au printemps de 1865, et il est libéré sur parole, le 9 mai.

## Après la guerre

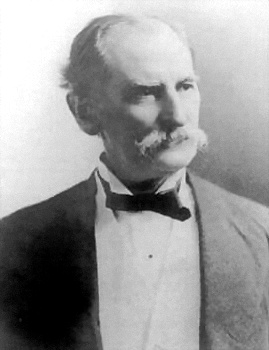
Stovall âgé

Après la fin de la guerre de Sécession en 1865, Stovall travaille comme courtier en coton, devient un marchand de matériels agricoles. Plus tard, il organise et devient directeur de la Georgia Chemical Works, s'engageant dans la fabrication d'engrais.
Stovall sert en tant que conseiller municipal et puis commissaire de police de la ville d'Augusta, et est très actif dans l'association des survivants confédérés. En 1878, il se marie pour la deuxième fois avec Courtney Augusta Peck. Stovall meurt en 1895, à l'âge de 76 ans, à Augusta, en Géorgie, et est enterré dans le cimetière de Magnolia.